# Heihe Airport
Heihe Airport är en flygplats i Kina. Den ligger i provinsen Heilongjiang, i den nordöstra delen av landet, omkring 490 kilometer norr om provinshuvudstaden Harbin. Heihe Airport ligger 317 meter över havet.
Runt Heihe Airport är det glesbefolkat, med 16 invånare per kvadratkilometer. Närmaste större samhälle är Xing'an, 15,6 km nordost om Heihe Airport. Omgivningarna runt Heihe Airport är en mosaik av jordbruksmark och naturlig växtlighet.